# 美国的童婚
联合国人口基金会指出：“童婚”是指18以下的未成年婚姻。在美国，童婚是指至少一方未满18岁或成年的婚姻。联合国人口基金会和联合国人权理事会认为未满18岁的婚姻是侵犯人权的行为。
在美国，每个州、地区和联邦地区都在其管辖范围内设定结婚年龄。截至2024年3月，在四个州，在考虑所有豁免的情况下，没有法定的最低年龄。这些州是加利福尼亚州、密西西比州、新墨西哥州和俄克拉何马州。截至2024年3月，已有十三个州禁止未成年婚姻。
绝大多数童婚（可靠来源在78%到95%之间）发生在未成年女孩和成年男子之间。在许多情况下，美国的未成年人可能在未达到性同意年龄时结婚，根据州的不同，性同意年龄从16岁到18岁不等。根据最终摆脱枷锁的数据显示，在2000到2010年期间，有25万多名儿童结婚，大多数是未成年少女嫁给比她们大的男人。童婚在南部的州份比北部的州份更為普遍。2000年至2018年间，美国约有30万未成年人合法结婚。
部分研究认为，童婚破坏了美国青少年的健康、教育、经济机会和生活质量。